# Florești (okręg Bistrița-Năsăud)
Florești – wieś w Rumunii, w okręgu Bistrița-Năsăud, w gminie Nimigea. W 2011 roku liczyła 482 mieszkańców.